# Newcastle (Utah)
Newcastle – jednostka osadnicza w Stanach Zjednoczonych, w stanie Utah, w hrabstwie Iron.